# Пририжский статистический регион

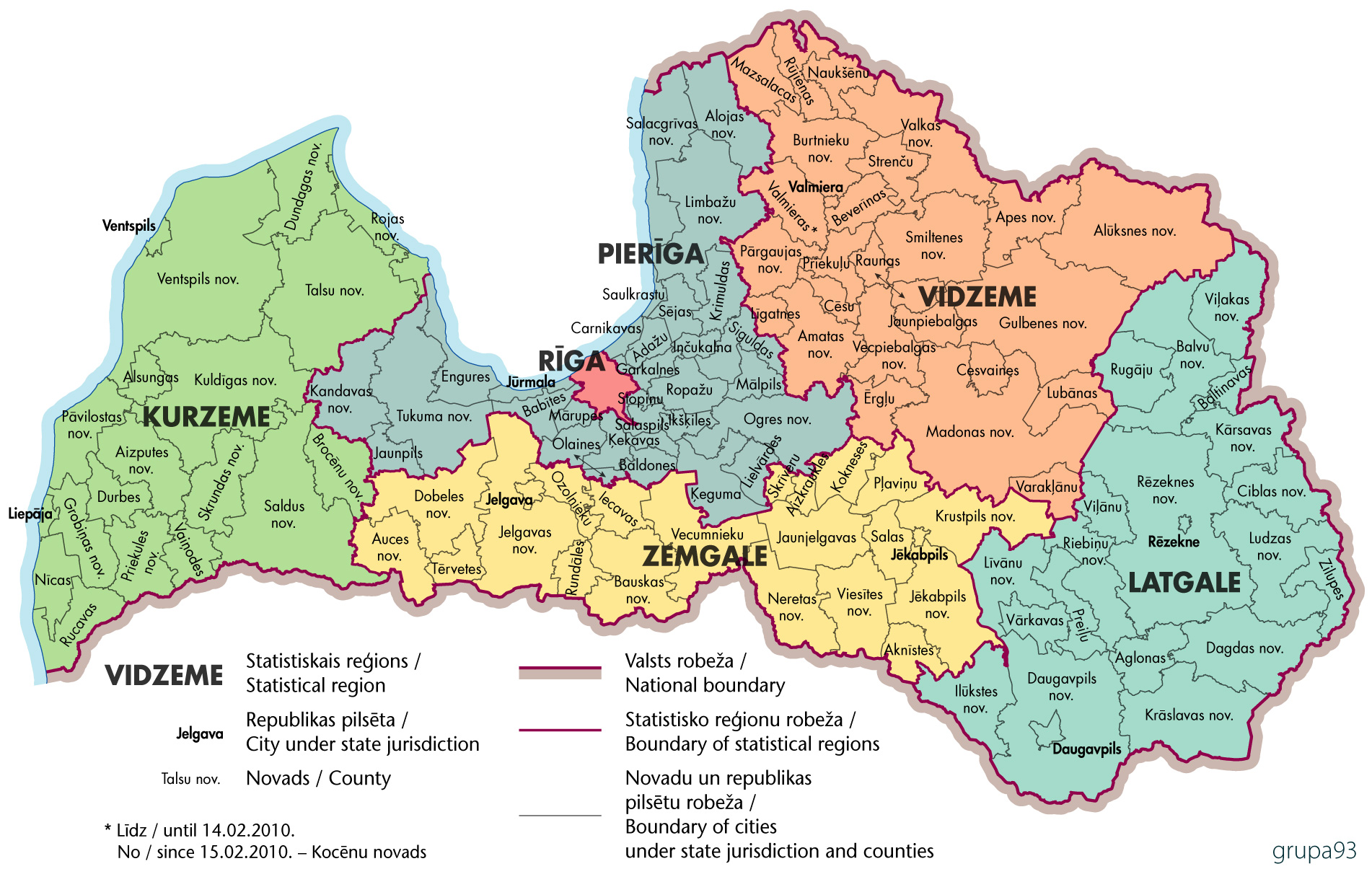
Статистические регионы Латвии. Пририжский статистический регион обозначен серым цветом

Прири́жский статисти́ческий регио́н (латыш. Pierīgas statistiskais reģions) или Пририжье (латыш. Pierīga) — один из шести статистических регионов, созданных для статистического учёта в Латвии.
Структура статистического региона Латвии была утверждена приказом Кабинета Министров № 271 от 28 апреля 2004 года «О статистических регионах Латвии и административных единицах в них» (включив территории первоначальных Тукумского, Рижского, Огрского и Лимбажского районов и города Юрмала), с последующими изменениями с 2009 года (по краям вместо упразднённых районов).
Регион находится в центре Латвии на побережье Рижского залива.
Общая площадь составляет 10,134 км². 
Бо́льшая (восточная) часть региона расположена в историко-культурной области Видземе, меньшая (западная) — в Земгале.

## Состав
Статистический регион включает в себя город Юрмалу, а также Адажский, Алойский, Бабитский, Балдонский, Гаркалнский, Икшкильский, Инчукалнсский, Кандавский, Кримулдский, Кегумский, Кекавский, Лиелвардский, Малпилсский, Марупский, Огрский, Олайнский, Ропажский, Салацгривский, Саласпилсский, Саулкрастский, Сейский, Сигулдский, Стопинский, Тукумский, Царникавский, Энгурский, Яунпилсский края.
По составу от Рижского региона планирования отличается тем, что Пририжье не включает город Ригу, которая, в свою очередь, образует отдельный Рижский статистический регион.

## Население
Динамика численности населения
| 1989   | 2000   | 2011   | 2015   |
| ------ | ------ | ------ | ------ |
| 376959 | 358099 | 371431 | 367609 |

### Национальный состав
Национальный состав населения Пририжского статистического региона по итогам переписи населения Латвии 2011 года в сравнении с итогами переписи 1989 года
| национальность   | чел. (1989) | %       | чел. (2011) | %       |
| ---------------- | ----------- | ------- | ----------- | ------- |
| всего            | 376959      | 100,00% | 371431      | 100,00% |
| латыши           | 242204      | 64,25%  | 269177      | 72,47%  |
| в т.ч. латгальцы |             |         | 14351       | 3,86%   |
| русские          | 93570       | 24,82%  | 71665       | 19,29%  |
| белорусы         | 15239       | 4,04%   | 9702        | 2,61%   |
| украинцы         | 10563       | 2,80%   | 6408        | 1,73%   |
| поляки           | 5334        | 1,42%   | 4510        | 1,21%   |
| литовцы          | 3424        | 0,91%   | 2921        | 0,79%   |
| другие           | 6625        | 1,76%   | 7048        | 0,88%   |